# Рубцовський міський округ
Рубцо́вський міський округ (рос. Рубцовский городской округ) — міський округ у складі Алтайського краю Російської Федерації.
Адміністративний центр та єдиний населений пункт  — місто Рубцовськ.

## Населення
Населення — 142551 особа (2019; 147002 в 2010, 163063 у 2002).